# Tremmelschwang
Tremmelschwang ist ein Ortsteil der Gemeinde Bidingen im schwäbischen Landkreis Ostallgäu. Die Kirchdorf liegt circa eineinhalb Kilometer nördlich von Bidingen und ist über die Kreisstraße OAL 4 zu erreichen.

## Baudenkmäler

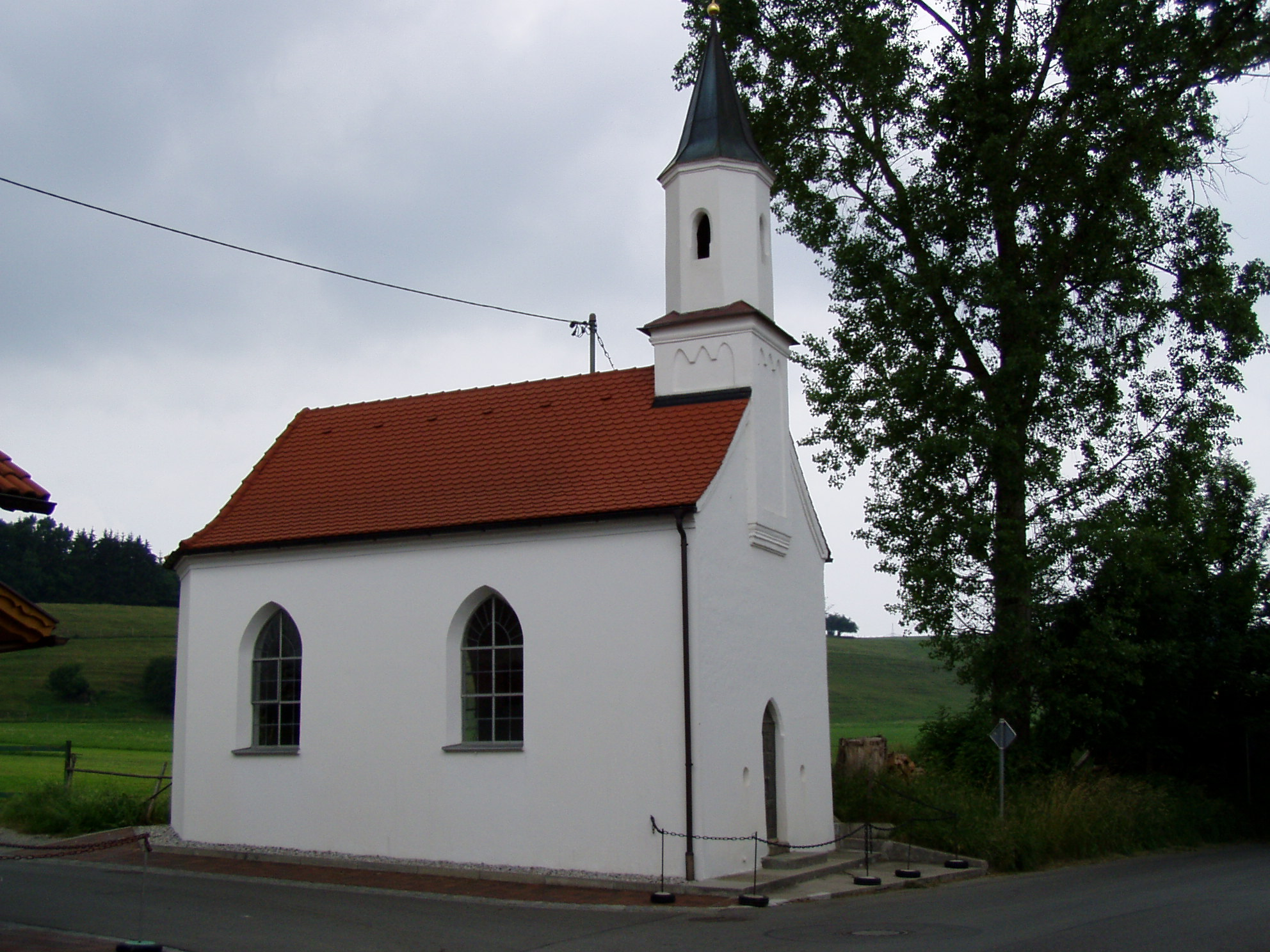

Siehe auch: Liste der Baudenkmäler in Tremmelschwang
- Katholische Kapelle St. Michael